# MNS antigeni sistem
MNS sistem krvnih grupa ili MN(Ss), češće pominjan kao MN sistem krvnih grupa, obuhvata takva svojstva humanih eritrocita, koja se, između ostalog, manifestuju i u tome što alternativno posjeduju samo jednu ili istovremeno obje antigene supstance označene sa M i N. Na osnovu toga, ljudsku populaciju je moguće podijeliti na pripadnike M, N i MN krvne grupe ovog sistema.
Prisustvo ili odsustvo antigena M i N kod čoveka je detektirano nakon injiciranja prepariranih eritrocita različitih osoba u krvotok kunića, čija se imunog odgovora ispoljava u produkciji specifičnih antitijela za homologe antigene tvari M i N. Paralelni kontakt testiranih crvenih krvnih zrnaca (bilo koje osobe) sa ova dva specifična antitela može imati tri alternativne varijante ishoda; aglutinacija sa anti–M, sa anti–N i sa oba, na osnovu čega se i identificiraju krvne grupe M, N i MN. Prema tome, grupno–specifična antitijela (anti–M i anti–N) ovog sistema u organizmu pokusnih kunića nastaju kao imuni odgovor na odgovarajuću (M i N) proteinsku supstancu, a opisana aglutinacijska reakcija dokazuje da se u MN eritrocitima nalaze obje antigene specifičnosti ovog sistema. MN antigeni redovno su prisutni u humanim crvenim krvnim ćelijama, dok odgovarajuća antitijela u normalnoj krvi nisu registrirana. Međutim, u slučajevima heterospecifičnih transfuzija N–davaoca i M–primaoca krvi i obrnuto, stvaraju se specifična antitijela slabe reaktivne sposobnosti, koja ne perzistiraju tako dugo da bi izazvala ozbiljnije komplikacije u eventualnim narednim transfuzijskim zahvatima. Ako se tome doda činjenica da osobe MN fenotipa uopće ne produciraju anti–M i anti–N tjelašca (budući da proteini M i N za njih nisu strani), postaje jasno zašto je trasfuzijski značaj krvnih grupa MN sistema praktično zanemarljiv. Međutim, aloimunizacija aloantigenima MNSs sistema ipak može ponekad izazvati hemolitsku bolest novorođenčeta.
| Aglutinogeni i aglutinini MN sistema krvnih grupa |                   |                   |
| Eritrociti (Antigeni)                             | Test serum anti–M | Test serum anti–N |
| M                                                 | +                 | –                 |
| N                                                 | –                 | +                 |
| MN                                                | +                 | +                 |

- + Aglutinacija
- – Nema aglutinacije

Antigeni MNSs sistema su glikoforinske (GP) prirode – membranski proteini tipa I. Eritrocitarne membrane sadrže dvije vrste ovih supstanci: glikoforin A (GP–A, molekulske mase 31 kDa) i glikoforin B (GP–B, molekulske mase 11 kDa), a diferencijacija specifičnosti im počiva na osobenostima aminosekvence na pozicijama 1 i 5 (varijanta A), odnosno 29 (varijanta B). Glikoforin A daje aloantigenu svojstvenost M u kojoj se na poziciji 1 javlja serin, a na poziciji 5 – glicin. Antigen N na poziciji 1 ima leucin, a na poziciji 5 je glutaminska kiselina. Glikoforin B daje aloantigene S (metionin na poziciji 29) i s (treonin na poziciji 29).
Uloga GPA i GPB još uvijek nije razjašnjena. Izgleda da do ekspresije GPE, još jednog člana ove porodice gena, ne dolazi u normalnim fiziološkim uvjetima.Također je poznato da odsustvo GPA i/ili GPB iz eritrocita, što je dokumentovano u nekim varijantama eritrocita u homozigotnom stanju (Mk, En(a), S–s–), ne dovodi do značajnih fizioloških abnormalnosti.
Pripadnost krvnim grupama M, N i MN isključivo je genetički određena, tj. na fenotipsko ispoljavanje njihovih genetičkih determinatora spoljni činioci nemaju nikakvog uticaja. Na odgovarajućem (autosomalnom) genskom lokusu (alternativno) se javljaju dva alela (LM i LN), među kojima nema odosa dominantnosti – recesivnosti pa se prisustvo svakog od njih u individualnoj genetičkoj konstituciji fenotipski ispoljava u sintezi odgovarajuće antigene supstance, neovisno o aktivnosti druge alelne varijante (ili homospecifičnog parnjaka na drugom homologom hromosomu). Prema tome, tri moguće genotipske kombinacije ovih alela (LMLM, LMLN i LNLN) daju isto toliko fenotipskih ekspresija (M, N i MN). Mogući tipovi braka i očekivana distribucija genotipova (i fenotipova) u njihovom potomstvu (prema važećoj teoriji o prirodi nasljeđivanja krvnih grupa MN sistema), prikazani su u tabeli 3.15.
Osim M i N supstanci, pod različitim nazivima je opisan niz antigenih varijanti koje ispoljavaju njima srodna imunološka i druga specifična svojstva. Tako je u ljudskom serumu najpre registrirano jedno specifično antitijelo za koje se kasnije i dokazalo da odgovara eritrocitarnom antigenu S te da je njegovo prisustvo genetički kontrolirano sa genskog lokusa koji je blisko vezan za odgovarajuću MN poziciju. Imajući u vidu zanemarljivu učestalost rekombinacija između ova dva lokusa, njihove alelne kombinacije (MS, Ms, NS i Ns) se nasljeđuju i tretiraju kao integralne nasljedne jedinice (haplotipovi dvojakog [fenotip]skog izraza), koje se u sukcesivnim generacijama posmatranih rodoslova ponašaju kao aleli jednostavnih monogenskih svojstava.
MN i Ss aleli se nalaze na blisko vezanim lokusima hromosoma 4; preciznije, klaster MN(S) gena, približne veličine 350 kb (5,–GYPA-GYPB–GYPE-3), lociran je na njegovom dugom kraku: 4q28-q31.
Genetička kontrola ovog sistema antigena odvija se, dakle, putem dva alelogena sa hromosoma 4 ljudske hromosomske garniture, koji kodiraju (glikoforinA i glikoforin B). U okviru ovog sistema opisano je čak 46 antigena., među kojima su najznačajniji M, N,  S, s i  U. Respektirajući tu činjenicu, u MNS sistemu se javlja šest mogućih fenotipova: MS, Ms, NS, Ns, MNS i MNs.

### Distribucija krvnih grupa MN(S) sistema
Najćešći su M+ i N+ eritrociti (75% ), a M + N +  je najčešći genotip (50% ). S antigen je relativno čest (~ 55% ), a e još frekventniji (~ 89% ). U antigen ima također visoku učestalost, a javlja se u više od 99,9% osoba. U je prvobitno bila skraćenica od "Universal", iako to nije slučaj. Kod RBCs negativnih eritrocita može se naći u starosjedilačkom stanovnišvu Afrike .
Kada je riječ o MN(S) sistemu krvnih grupa, primećena je određena razlika u distribuciji alela i haplotipova. M i N aleli su regularno distribuirani, ali je alel s rijetka varijanta u Jugoistočnoj Aziji, a gotovo ga i nema u Australiji. Alel Su je gotovo isključivo vezan za Afriku. Od četiri haplotipa, dva gotovo da i ne postoje u Australiji (MS i NS), a MS je rijedak u Novoj Gvineji i na nekim pacifičkim otocima.
| Distribucija glavnih krvnih grupa MN sistema u odabranim populacijama |        |       |       |       |
| Populacija                                                            | Uzorak | M (%) | N (%) | M (%) |
| Aboridžini                                                            | 372    | 3     | 30    | 67    |
| Aini (Japan)                                                          | 504    | 18    | 50    | 32    |
| Aleuti                                                                | 132    | 68    | 29    | 3     |
| Arapi (Beduini)                                                       | 206    | 37    | 49    | 14    |
| Armeni                                                                | 339    | 34    | 45    | 21    |
| Baski (Španija)                                                       | 91     | 23    | 52    | 25    |
| Belgijanci                                                            | 3.100  | 29    | 50    | 21    |
| Bosna i Hercegovina                                                   | 3.204  | 30    | 50    | 20    |
| Danci                                                                 | 2.023  | 29    | 50    | 21    |
| Egipćani                                                              | 419    | 26    | 53    | 21    |
| Eskimi                                                                | 569    | 83    | 16    | 1     |
| Estonci                                                               | 310    | 35    | 50    | 15    |
| Filipinci                                                             | 382    | 26    | 50    | 24    |
| Finci                                                                 | 1.050  | 37    | 47    | 16    |
| Francuzi                                                              | 400    | 33    | 46    | 21    |
| Indonežani                                                            | 296    | 30    | 46    | 24    |
| Irci                                                                  | 399    | 30    | 47    | 23    |
| Italijani                                                             | 300    | 32    | 48    | 20    |
| Japanci                                                               | 1.100  | 32    | 47    | 21    |
| Kinezi                                                                | 1.029  | 33    | 49    | 18    |
| Mađari                                                                | 624    | 33    | 48    | 19    |
| Navaho (Indijanci)                                                    | 361    | 85    | 14    | 1     |
| Sirijci                                                               | 306    | 31    | 52    | 17    |
| Škoti                                                                 | 456    | 35    | 48    | 17    |
| Šveđani                                                               | 1.200  | 36    | 47    | 17    |
| Ukrajinci                                                             | 310    | 36    | 44    | 20    |
| Velšani                                                               | 192    | 31    | 55    | 14    |

### Medicinski značaj krvnih grupa MN(Ss) sistema
Savremena istraživanja povezanosti MNS sistema krvnih grupa i mentalnih oboljenja ukazuju na mogućnost asociranosti lokusa na hromosomu 4 (4q28–q31.1) sa nasljednom premčivosti za bipolarni poremećaj (BD – bipolar disorder). Naime, ispostavilo se da je broj individua genotipa LNLN (N fenotip) u ispitivanoj skupini pacijenata sa bipolarnim poremećajem ličnosti signifikantno manji nego u kontroli (osobe ostalih fenotipova MN sistema krvnih grupa). Također je zabilježeno da su osobe sa rezus–antigenom D i MNS antigenom N podložniji malim boginjama.
Izvjesni problemi usljed inkopatibilnosti majka – plod rijetko su zabilježeni i prema antigenima ABO i MN sistema.